# Hełm wz. 31

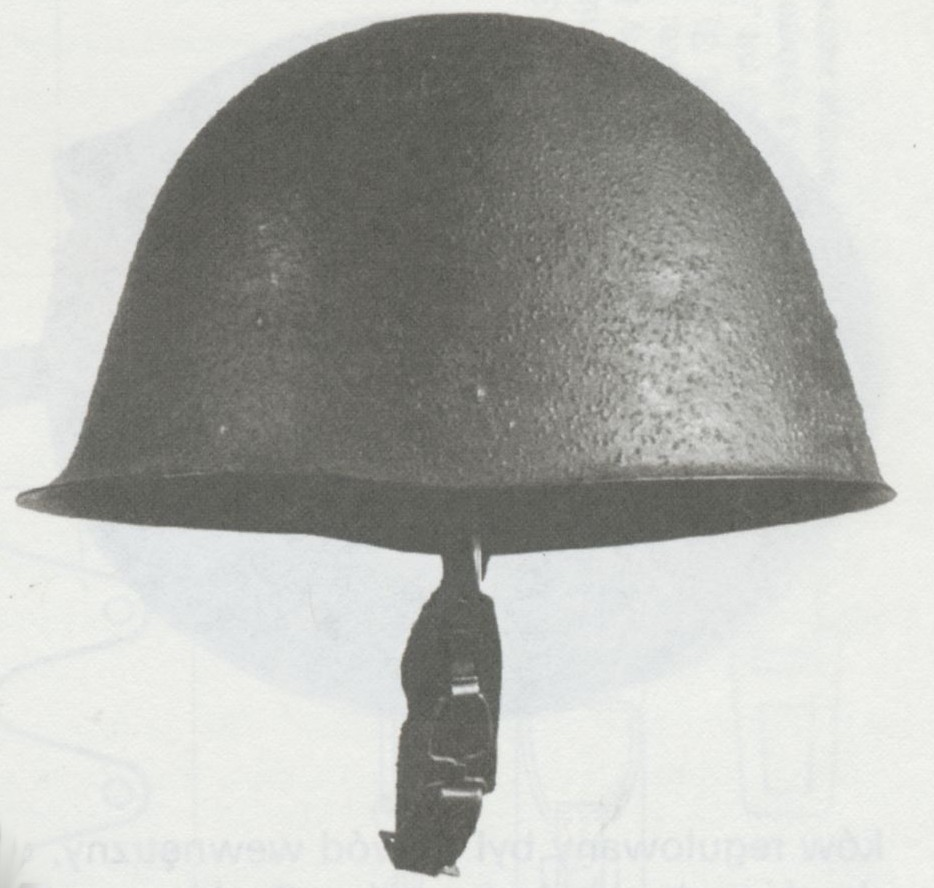
Helm Muster 31

Der Hełm wz. 31 (polnisch für: Helm Muster 31) war der Standardhelm der polnischen Armee im Zweiten Weltkrieg. Die charakteristische Formgebung gilt bis heute als Muster für alle weiteren Helme der polnischen Armee.

## Geschichte und Hintergrund

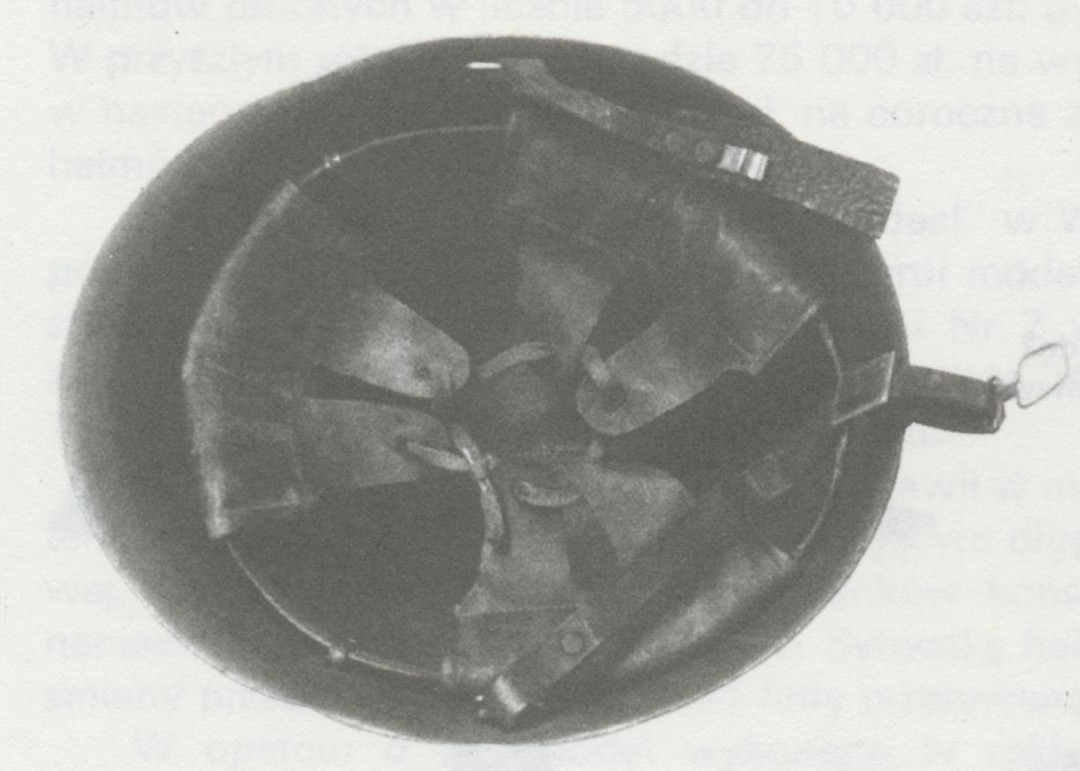
Das Innere des Helms

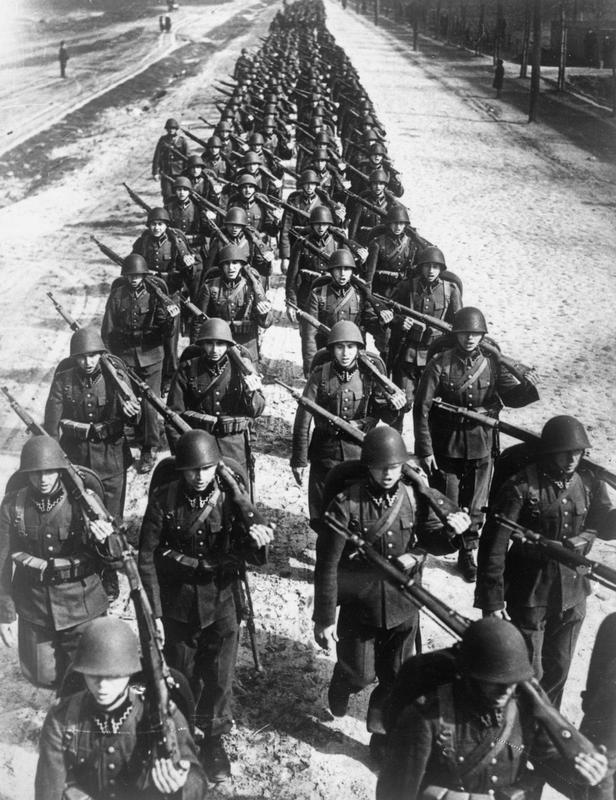
Polnische Soldaten in Helmen Muster 31

Nach dem Ende des Ersten Weltkriegs verfügte die neu geschaffene polnische Armee über keinen eigenen Stahlhelm. In den Beständen der Armee befanden sich größere Mengen des deutschen Stahlhelms und des französischen Adrian-Helms. Es wurde beschlossen, dass ein eigenständiger Helm erstellt werden sollte. Bei möglichen Konflikten sollten Verwechslungen vermieden werden die durch die Verwendung unterschiedlicher Helmformen innerhalb einer Armee leicht auftauchen können. Der Konstrukteur Leon Krauze des IBMU Institutes in Warschau entwickelte ein eigenständiges Muster. Dabei sollte der Helm die Vorteile des deutschen Stahlhelms mit einem eigenständigen Erscheinungsbild vereinen. Der Helm wurde bis September rund 320.000 mal gefertigt. Im Einsatz wurden die guten Schutzmöglichkeiten des Helms gelobt. Als nachteilig wurden die Größe und das Gewicht von 1,3 Kilogramm des Helms beschrieben. Die Helme wurden mit einer speziellen Helmlackierung namens Salamander versehen. Man versprach sich mit dieser Lackierung einen hohen Tarneffekt und wollte Reflexionen vermeiden. Die Lackierung bestand in der Regel aus einer dicken Schicht Blei(II,IV)-oxid, die mit einem Khakianstrich versehen wurde.

## Verwendung
Der Helm wurde von weiteren Armeen übernommen und in folgende Länder exportiert.
- Spanische Armee (hierzu existieren keine offiziellen Quellen)
- Persisches Heer (hierzu existieren keine offiziellen Quellen)

- Luftschutz (Deutsches Reich, Beutebestände)
- Finnische Armee (Beutebestände/vom Deutschen Reich übermittelt)